# Prochromadora orleji
Prochromadora orleji is een rondwormensoort uit de familie van de Chromadoridae. De wetenschappelijke naam van de soort is voor het eerst geldig gepubliceerd in 1880 door de Man.